# Володькин, Владимир Николаевич
Владимир Николаевич Володькин — советский и российский военный моряк, испытатель специальной воинской части Министерства обороны Российской Федерации, Герой Российской Федерации (21.09.2004). Капитан 1-го ранга (6.11.1991).

## Биография
Родился 6 декабря 1953 года в посёлке Шахтёрский Суворовского района Тульской области. Русский. Образование среднее.
В Военно-морском флоте с июля 1972 года. В июне 1977 года окончил Тихоокеанское высшее военно-морское училище имени С. О. Макарова. Завершив учёбу, с июня по октябрь 1977 года лейтенант Владимир Володькин находился в распоряжении командующего Краснознамённым Тихоокеанским флотом.
С октября 1977 года по октябрь 1980 года В. Н. Володькин — командир минно-торпедной боевой части (БЧ-3) подводного крейсера К-497 во втором экипаже. Совершил пять боевых служб в удаленных районах Тихого океана продолжительностью более 100 суток каждая. Во время длительных плаваний в совершенстве овладел сложной боевой техникой, был допущен к самостоятельному управлению боевой частью и к несению службы в качестве вахтенного офицера атомной подводной лодки.
С октября 1980 года обучался в Высших специальных офицерских классах ВМФ, по окончании которых, с июля 1981 года служит в воинской части Министерства обороны СССР, а после распада Советского Союза — Министерства обороны РФ. 6 ноября 1991 года капитану 2-го ранга В. Н. Володькину присвоено воинское звание «капитан 1-го ранга». Служил командиром атомной подводной лодки специального назначения БС-136 «Оренбург» Северного флота.
В 2001 году окончил Академические курсы офицерского состава при Военно-морской академии им. Н. Г. Кузнецова. Овладел всеми имеющимися на вооружении средствами подводных погружений, а также личным подводным оружием.
Указом Президента РФ от 21 сентября 2004 года «за успешное выполнение специального задания командования и проявленные при этом мужество и отвагу» капитану 1-го ранга Володькину Владимиру Николаевичу присвоено звание Героя Российской Федерации с вручением знака особого отличия — медали «Золотая Звезда».
Живёт в городе Санкт-Петербурге.

## Награды и звания
- Герой Российской Федерации (21 сентября 2004)
- медали, в том числе медаль «За отвагу»